# Paulo Garcia (empresário)
Paulo Garcia é um empresário brasileiro, dono das papelarias Kalunga.

## Biografia
Filho de um ex-caixeiro viajante conhecido pela alcunha de "Seu Damião", Paulo Garcia é irmão do agente de jogadores Fernando Garcia, sócio da cartolagem do Corinthians. Paulo nunca escondeu a obsessão de se tornar presidente do Corinthians e, no ano de 2014, Paulo Garcia anunciou sua candidatura à presidência do Corinthians pela primeira vez. Em 2018, então com 57 anos, tentou ser presidente do Corinthians pela terceira vez.